# Bythocypris obtusata
Bythocypris obtusata är en kräftdjursart som först beskrevs av Georg Ossian Sars. Enligt Catalogue of Life ingår Bythocypris obtusata i släktet Bythocypris och familjen Bairdiidae, men enligt Dyntaxa är tillhörigheten istället släktet Bythocypris och familjen Bythocyprididae. Arten har ej påträffats i Sverige. Inga underarter finns listade.